# Fenoxietanol
Fenoxietanol é um composto químico orgânico, um éter glicólico frequentemente usado em produtos dermatológicos tais como cremes para a pele e protetores solares. É um líquido oleoso incolor. É um bactericida (usualmente usados em conjunção com compostos de amônio quaternário), frequentemente usado no lugar de azida de sódio em tampões biológicos como 2-fenoxietanol é menos tóxico e não reativo com cobre e chumbo. É usado em muitas aplicações tais como cosméticos, vacinas e medicamentos como um conservante.

## Aplicação
É também usado como um fixador para perfumes e repelente de insetos, um antisséptico tópico, um solvente para acetato de celulose, alguns corantes, tintas, e resinas, em conservantes, medicamentos, e em síntese orgânica. É moderadamente solúvel em água. É usado como um anestésico na aquacultura de alguns peixes.
É também listado como um ingrediente para muitas vacinas nos EUA pelo Center for Disease Control (Centro de Controle de Doenças, conhecido pela sigla CDC). No Japão seu nível de uso em produtos cosméticos é aprovado para concentrações de até 1%.

## Eficácia
A atividade do fenoxietanol como conservante foi eficaz na inativação de doses de teste de microorganismos gram-negativos e gram-positivos, bem como uma levedura.

## Segurança
Fenoxietanol é uma excelente alternativa ao padrão, potencialmente nocivo conservante liberador de formaldeído.